# 赛艇
赛艇（rowing），是用桨进行的赛艇运动。它与划艇（canoeing）运动的不同之处在于，赛艇的桨是用桨锁固定在船上的，而划艇的桨是不连接在船上的。
赛艇运动分为两个项目：雙槳賽艇和单桨赛艇。在双桨赛艇中，每个划手都持有两只桨，每只手都持有一只桨，而在单桨中，每个划手都用双手持有一只桨。运动员可以参加几个级别的比赛，从一个人的单人赛艇到有八个划手和一个舵手的八人赛艇。有各种各样的课程类型和比赛形式，但大多数精英和锦标赛级别的比赛是在2公里（1.2英里）长的平静水面上进行的，有几条用浮标标记的车道。

## 歷史

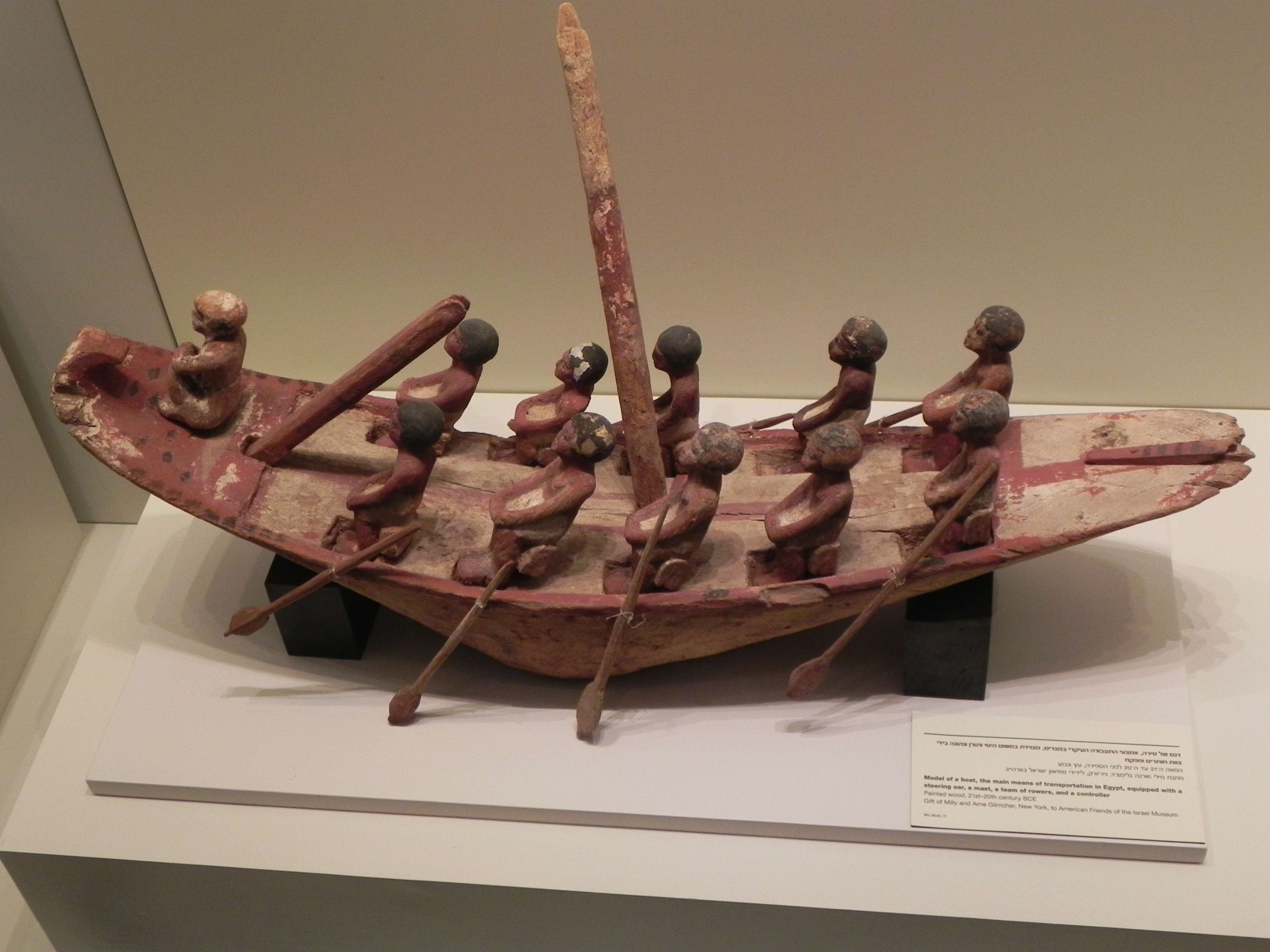

艇隻是自古以來人類用作運輸、捕魚和戰爭的交通工具；以艇隻來比賽的歷史亦非常悠久，據說在十四世紀的意大利威尼斯，已有船夫以划艇競技。
赛艇与皮划艇是两个不同的比赛项目。

## 賽艇比賽類別

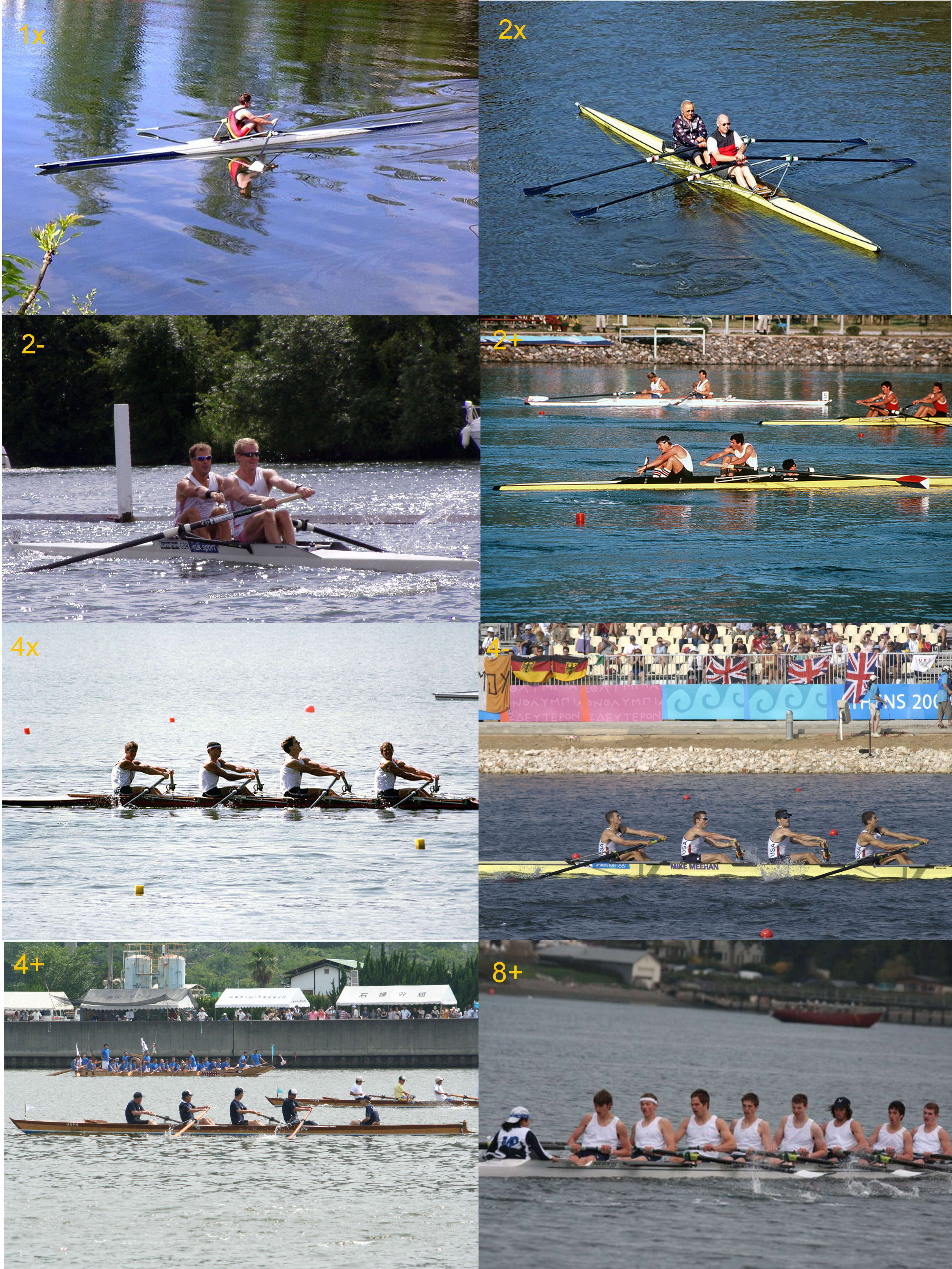
八個類別的赛艇比賽

- 單人雙槳艇 (Single Scull 1x，M1X)
- 雙人雙槳艇 (Double Scull 2x，M2X)
- 四人雙槳艇 (Quad Scull 4x，M4X)
- 八人雙槳艇 (Octuple Scull（英语：Octuple scull） 8x)
- 雙人單槳無舵手艇 (Coxless Pair 2-)
- 雙人單槳連舵手艇 (Coxed Pair 2+)
- 四人單槳無舵手艇 (Coxless Four 4-)
- 四人單槳連舵手艇 (Coxed Four 4+)
- 八人單槳連舵手艇 (Coxed Eight 8+)

### 奥运项目
賽艇比賽以大小、容納人數區比賽項目，可分為男子、女子、單人、雙人、四人、八人、有舵手、無舵手賽。

### 其他種類
- 障礙划艇
- 賽龍舟
- 賽蛇舟
- 日本競艇

## 著名賽艇比賽
- 牛津大學與劍橋大學（牛劍）的賽艇比賽
- 哈佛大學與耶魯大學的賽艇比賽（英语：Harvard–Yale Regatta）
- 中國的賽龍舟

## 外部連結
- 国际赛艇联合会，WRF （页面存档备份，存于）